# Tévenon
Tévenon ist seit dem 1. Juli 2011 eine politische Gemeinde im Kanton Waadt in der Schweiz.
Die nun ehemaligen Gemeinden Fontanezier (58 Einwohner, Stand 31. Dezember 2010), Romairon (32 Einwohner), Vaugondry (35 Einwohner) und Villars-Burquin (571 Einwohner) fusionierten per 1. Juli 2011 zur neuen Gemeinde Tévenon. Sitz der Gemeindeverwaltung ist Villars-Burquin.
Der Name ist vom Flurnamen En Tévenon für den Hügelzug abgeleitet, an dessen Südabhang die vier Gemeindeteile liegen.
Die neue Gemeinde führt die BFS-Nummer 5571.

## Geografie
Tévenon liegt am Südhang des Waadtländer Juras hoch über dem Neuenburgersee und bietet eine grossartige Weitsicht auf das Schweizer Mittelland und die Alpen. Die Gemeinde besteht aus den Dörfern Fontanezier, Romairon, Vaugondry und Villars-Burquin sowie zahlreichen Einzelhöfen auf den Jurahöhen. Die Nachbargemeinden von Tévenon sind im Norden Val-de-Travers (NE), im Nordosten Provence, im Osten Bonvillars, im Südsüdosten Champagne, im Südwesten Fontaines-sur-Grandson und im Westen Mauborget.